# Патронато
Клуб Атлетіко Патронато де ла Хувентуд Католіка (ісп. Club Atlético Patronato de la Juventud Católica) — аргентинський футбольний клуб з міста Парана, адміністративного центру провінції Ентре-Ріос.

## Історія
Клуб був заснований 1 лютого 1914 року католицьким священиком Отцем Бартоломе Грельєю, який вважав, що заняття спортом принесуть користь молоді. Повна назва клубу перекладається як «Атлетичний клуб покровительства католицької молоді». Спочатку в клубі займалися в основному тенісом, але в 1932 році отець Грелья придбав ділянку з двома футбольними полями, після чого в «Патронато» став культивуватися і футбол.

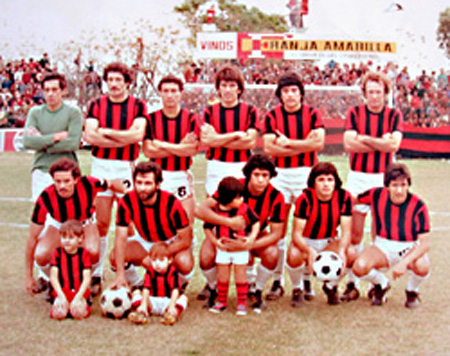
«Патронато» у сезоні 1978 році.

В 1940-ті роки «Патронато» вийшов у число лідерів футболу на провінційному рівні. З 1942 по 2007 рік команда 30 разів ставала чемпіоном регіональної ліги Парани.
В 1978 році «Патронато» єдиний раз у своїй історії брав участь в елітному дивізіоні чемпіонату Аргентини (в турнірі Насьйональ).
В 2015 році команда посіла друге місце в Прімері Б Насьйональ, набравши 82 очки в 42 матчах, відставши від першого місця, клубу «Атлетіко Тукумана», всього на три очки і випередивши третю команду, «Феррокарріль Оесте», на 15 очок. Однак пряму путівку в Прімеру отримав лише переможець турніру і «Патронато» довелося брати участь в плей-оф. У півфіналі команда обіграла в двох матчах «Інстітуто», а у фіналі у важкій боротьбі лише в серії пенальті зуміла зломити опір «Сантамаріну» (6:5) і повернутися в Прімеру через 37 років.
У 2022 році команда вперше стала володарем Кубка Аргентини. У цьому розіграші «Патронато» вибив «Депортіво Морон», «Колон», «Хімнасію і Есгріму», а також «Рівер Плейт» і «Боку Хуніорс». У фіналі був обіграний «Тальерес» (Кордова). А ось за підсумками сезону «Патронато» покинув Вищий дивізіон.

## Досягнення
- Віце-чемпіон другого дивізіону Аргентини (1): 2015
- Володар Кубка Аргентини (1): 2022

## Примітка
1. 1 2  Nuestra Historia (ісп.). Официальный сайт «Патронато». 2010. Архів оригіналу за 10 грудня 2015. Процитовано 6 лютого 2016.
2. ↑  Historia de la Liga Paranaense de Fútbol (ісп.). Liga Paranaense de Fútbol. 2010. Архів оригіналу за 28 листопада 2014. Процитовано 6 лютого 2016.
3. ↑  Torneo Regional 1978. www.rsssf.org. Процитовано 3 грудня 2022.
4. ↑  San Lorenzo debuta en Paraná en busca de la primera victoria del ciclo Guede (ісп.). Télam. 6 февраля 2016. Процитовано 6 лютого 2016.[недоступне посилання з Ноябрь 2018]